# The Bride
The Bride (även benämnd The Bride!) är en amerikansk skräck- och dramafilm i musikalformat med planerad premiär i USA den 6 mars 2026. Filmen som är regisserad av Maggie Gyllenhaal är baserad på filmen Frankensteins brud från 1935.

## Handling
Filmen utspelar sig i Chicago på 1930-talet där doktor Frankenstein ber doktor Euphronius om hjälp att skapa en partner för monstret. De ger liv åt en mördad kvinna som hans brud, vilket väcker både romantik och intresse hos myndigheter.

## Rollista (i urval)
- Jessie Buckley – Frankensteins brud ("The Bride")
- Christian Bale – Frankensteins monster
- Penélope Cruz – Myrna
- Peter Sarsgaard – en detektiv
- Annette Bening
- Julianne Hough
- John Magaro
- Jeannie Berlin
- Jake Gyllenhaal
- Linda Emond
- Louis Cancelmi
- Matthew Maher